# Le Boulay-Morin
Le Boulay-Morin é uma comuna francesa na região administrativa da Normandia, no departamento de Eure. Estende-se por uma área de 5,55 km². Em 2010 a comuna tinha 794 habitantes (densidade: 143,1 hab./km²).